# Cabrerizos
Cabrerizos – gmina w Hiszpanii, w prowincji Salamanka, w Kastylii i León, o powierzchni 11,54 km². W 2011 roku gmina liczyła 4070 mieszkańców.